# El Prat de Sant Julià
El Prat de Sant Julià és una masia de l'Esquirol (Osona) inclosa a l'Inventari del Patrimoni Arquitectònic de Catalunya.

## Història
En documents del segle xii ja és citada i possiblement és anterior, i l'edifici actual se suposa que podria ésser del segle xvi. Apareix mencionada en el Nomenclator de la Provincia de Barcelona. Partido Judicial de Vich (1860) com a casa de pagès.

## Descripció
De planta rectangular (17 m x 8 m) i coberta a dues vessants, amb el carener perpendicular a la façana de tramuntana. L'estructura és un conjunt d'annexes al voltant del cos sòlid original. Els annexes de la façana oest són utilitzats com a corts. Les façanes no presenten cap tipus d'orde en les obertures. La façana principal dos portals, un d'ells, el més antic està tapiat i té la llinda datada i amb inscripcions (1682); l'altre és d'arc escarser. Pràcticament totes les obertures tenen els emmarcaments de pedra picada igual que les escaires. A la façana est hi ha una finestra amb la llinda esculpida. A la façana sud hi ha una galeria de construcció moderna. Té una gran xemeneia rodona a la teulada.

### Cabana d'era
Cabana de planta rectangular (12 m x 10 m) i coberta a dues vessants, amb el carener perpendicular a la façana de migdia. Presenta un annex lateral en la façana est, seguint el traçat de la coberta. Té un gran portal elevat d'arc carpanell molt bonic, i dues pallisses laterals a la boca del portal amb embigat de fusta. La façana nord presenta un portal a peu del nivell de la pallissa. Els escaires i l'emmarcament del portal són de pedra picada. El ràfec de la façana principal és molt sortit.